# Верниц (река)
Верниц (нем. Wörnitz) је река у Баварској у Немачкој и лева притока Дунава. Дугачка је 131,8 km са басеном око 1.686 km².
Извире у близини града Шилингсфирста, у региону Средње Франконије у Баварској. Тече на југ, кроз област Нердлинген Рис и улива се у Дунав у фраду Донауверту. Протиче кроз градове Верниц, Динкелсбил, Васертридинген, Етинген ин Бајерн, Харбург и Донауверт.

## Притоке
Верниц има само три велике притоке дужине преко 20 км. То су: 
- Ротах — десна притока, 21 km дугачака, улива се у Верниц близу Вилбургштетена,
- Сулцах — лева притока, 41 km дугачка, улива се у Верниц близу Вителсхофена, и
- Егер — десна притока, 37 км дугачка, улива се у Верниц северно од Харбурга.

Остале притоке су: Ампфрах, Цвергверниц, Ауграбен, Милбах, Гримграбен, Каибах, Елербах, Швалб, Раделбах, Рорах, Лентерсхајмер-Милбах.